# Lissonota atropos
Lissonota atropos là một loài tò vò trong họ Ichneumonidae.